# 新杜布尔季站
新杜布尔季站是托尔尼亚卡尔内斯-图库姆斯铁路线上的一个火车站，位于拉脱维亚尤爾馬拉市的新杜布尔季街区。